# 3610 Decampos
3610 Decampos (1981 EA1) là một tiểu hành tinh vành đai chính được phát hiện ngày 5 tháng 3 năm 1981 bởi Debehogne, H. ở La Silla.